# Coração do Brasil
Pour plus de détails, voir Fiche technique et Distribution.
Coração do Brasil est un documentaire brésilien de 2013 réalisé par Daniel Solá Santiago et sorti le 19 avril 2013. 
Le film se déroule cinquante ans après l'envoi des frères Villas-Bôas pour délimiter le centre géographique du Brésil. Trois participants de ce voyage reprennent le même chemin, revisitant des villages, réunissant des personnages et constatant l'évolution dramatique du statut indigène au fil des ans. 